# Wiktoria Johansson
Wiktoria Vendela Johansson (8 de novembro de 1996), conhecida profissionalmente como simplesmente Wiktoria, é uma cantora e compositora sueca. Ela conquistou pela primeira vez a atenção do público durante o Melodifestivalen de 2016, onde ela conquistou a quarta possição.

## Vida e carreira
Johansson nasceu em 8 de novembro de 1996, em Brämhult, um subúrbio de Borås. Em 2011, participou do Lilla Melodifestivalen e ficou em quarta colocada com a sua própria canção "Jag behöver dig". Em 30 de novembro de 2015, Johansson foi anunciada como participante num total de 28 no festival Melodifestivalen de 2016, com a música "Salva-me" (em inglês "Save Me").
Ela se apresentou na última segunda semi-final, realizada em 13 de fevereiro de 2016, e qualificou-se diretamente para a final. No final, Johansson ficou em quarto lugar com o júri, a segunda com o público sueco, e quarta posição no geral. Ela competiu no Melodifestivalen de 2017, com a canção "as I Lay Me Down", concluindo em sexta posição na final. Ela será a porta-voz sueca no festival Eurovisão da Canção de 2017.

## Discografia

### Singles
| "Jag behöver dig"                                                                  | 2011 | — | Non-album single |                 |
| "Save Me"                                                                          | 2016 | 3 | Non-album single | - GLF: Platinum |
| "Yesterday R. I. P."                                                               | 2016 | — | Non-album single |                 |
| "Unthink You"                                                                      | 2016 | — | Non-album single |                 |
| "As I Lay Me Down"                                                                 | 2017 | 2 | Non-album single |                 |
| "—" denota uma música que não teve gráfico ou não foi lançado no território sueco. |      |   |                  |                 |

## Filmografia
| Ano  | Título | Função | Notas          |
| ---- | ------ | ------ | -------------- |
| 2016 | Moana  | Moana  | Dublagem sueca |